# 班伯格三嗪合成
班伯格三嗪合成（Bamberger三嗪合成）是一个合成三嗪类化合物的有机反应，于1892年首先由尤金·班伯格（Eugen Bamberger）报道。

反应中，芳香胺与亚硝酸钠在盐酸中反应，得到芳香重氮盐。该重氮盐与丙酮酸腙缩合生成偶氮中间体，并在硫酸与乙酸的作用下，最终转化为苯并三嗪。